# 袁顗
袁顗（420年—466年），字景章，陳郡陽夏人。袁顗出身高門甲族陳郡袁氏，其叔就是因反對劉劭弒逆而被殺的袁淑。袁顗歷仕內外，義嘉之難時支持尋陽劉子勛政權，並以都督征討諸軍事領導大軍，但因遭明帝軍阻斷糧道、主將逃亡而棄軍潰逃，不久被殺。

## 生平
袁顗初獲授豫州主簿，舉秀才，但他沒有應職。後來當過始興王劉濬的後軍行參軍、著作佐郎、龐陵王劉紹的南中郎主簿、武陵王劉駿的征虜及撫軍主簿、廬江太守、尚書都官郎、江夏王劉義恭的驃騎記室參軍，汝陰王文學、太子洗馬等職。元嘉三十年（453年），劉劭起兵變弒宋文帝，當時袁顗跟著擔任吳郡太守的父親袁洵住在吳郡，及後會稽太守隨王劉誕出兵討伐劉劭，板授袁顗為其諮議參軍。
同年劉劭被殺，武陵王劉駿即位，是為宋孝武帝，當過正員郎及晉陵太守。袁洵去世後，袁顗在守喪期過後再出仕，任中書侍郎，再除晉陵太守，並承襲父爵南昌縣五等子。大明二年（458年），袁顗出任東海王刘祎的平南司馬，兼尋陽太守，行江州事。同年十月，義陽王劉昶代劉祎担任江州刺史，袁顗留任尋陽太守，轉為劉昶的前軍司馬，但不久劉昶罷前將軍府，袁顗就解司馬職。大明四年（460年），孝武帝以尋陽郡為尋陽國，封第六皇子劉子房為尋陽王，袁顗職位就改為尋陽內史，加寧朔將軍。不久又1轉任劉子房的冠軍司馬，以寧朔將軍行淮南宣城二郡事。
大明五年（461年），袁顗受召入朝尚太子中庶子，御史中丞，領本州大中正，終於大明七年（463年）升任侍中。大明八年（464年）加領前軍將軍；當年孝武帝去世，皇太子劉子業即位為帝，即宋前廢帝。前廢帝在當太子時時常犯錯，而且孝武帝在位後期寵愛殷淑儀所生的兒子劉子鸞，一度有廢太子的念頭，但袁顗卻在孝武帝面前極言太子好學，並每日進步，最終都讓前廢帝保住了太子地位。另一方面，孝武帝原本對沈慶之的才能不太欣賞，言談間都當貶損他，袁顗又對孝武帝稱許慶之忠誠勤懇，又有才略，足以擔當重任。這兩事都讓前廢帝及沈慶之記在心中，而直至景和元年（465年）前廢帝消滅了以江夏王劉義恭為首的幾名大臣，得以自主朝政後就升袁顗為吏部尚書，並進封新淦縣子，正打算重用。可是沒多久，前廢帝發現袁顗的想法與他並不合拍，就不再寵信他了，原本命令袁顗和沈慶之和及徐爰參與選舉事，不久卻以此為罪狀命有司彈劾他；一次隨同出遊湖熟，共數日的行程都不獲召見。袁顗見此，害怕大禍臨頭，於是託辭請求外任，時任太尉的沈慶之也出言襄助，終讓前廢帝批准袁顗任使持節、督雍梁南北秦四州郢州之竟陵隨二郡諸軍事、領寧蠻校尉、雍州刺史。臨行前，袁顗舅舅蔡興宗說代表雍州的星象很差，不應冒險。袁顗卻認為這次外任是逃出虎口保命，緩急先後這正如白刃交前而暫時不避流矢一樣，最終狼狽上路，一直走到江州尋陽時仍看不見前廢帝有派人追還他，才放下心頭大石，高興地說：「今始免矣。」在尋陽時與行江州事鄧琬相當親好，每次拜會都達一整日夜，人們認為二人籍貫本就不同，這樣親好當有異志。袁顗到襄陽後就與將領劉胡修繕城牆，招集士兵，為作戰做準備。後前廢帝以何邁事遣使到尋陽賜死子勛，在鄧琬主持下抗命，以子勛為主起兵反抗前廢帝。
泰始元年（465年），前廢帝被湘東王劉彧親信阮佃夫等人所派的主衣壽寂之刺殺，眾人於建康奉劉彧為主，不久更稱帝，是為宋明帝。明帝進袁顗為右將軍。當時袁顗根本無意奉戴明帝，然而礙於糧食和武器都未足夠，故打算先奉表歸順，但在兒子袁戩建議下，決定假稱得太皇太后命令起兵，建牙奉江州刺史、晉安王劉子勛為帝，並寫信給鄧琬，要他不要解甲。而鄧琬接到明帝詔命後亦決意不從，並向四方徵兵。泰始二年（466年）二月，子勛於尋陽稱帝，進袁顗為安北將軍，加尚書左僕射。其年六月，劉胡所率領的大軍於鵲尾與明帝軍隊相持不下，鄧琬以子勛名義下詔徵袁顗到尋陽增援，袁顗就率領二萬雍州軍共千船樓船下江州，並加入鵲尾大軍，更獲加都亮征討諸軍事。可是，袁顗並無將帥才略，性格又怯橈，在軍中未穿過戎裝，談話也無關戰陣，只是在賦詩談義，更沒有撫慰將士，於是令眾人相當失望，劉胡亦很恨他。時尋陽運來的物資未到，劉胡見軍需不足就向袁顗求取雍州軍物資，不過袁顗就以都下兩間宅第未建成，需要資源而拒絕；而袁顗又相信當時說建康城內米價飛漲，認為只需等待對方自潰就可以。不過，明帝軍的張興世以奇計繞過鵲尾大軍到上游的錢谿立寨，劉胡試圖進攻不果，回來後對袁顗表示張興世暫時無法攻滅，但不足為患，但袁顗認為糧道已被阻塞，形勢嚴峻，不久讓劉胡再攻立寨未穩興世。明帝前鋒都督沈攸之等人為支援興世，派軍直攻鵲尾濃湖，袁顗統軍與其苦戰，仍見不利，於是急急召還劉胡。
張興世的營寨成攻斷絕鵲尾大軍的糧道，軍中缺糧之下，劉胡迎糧不果，終在八月二十四日向袁顗謊稱要再攻興世並取糧，實質上就是率眾逃走。袁顗發現劉胡出走後，大怒而命人取坐騎「飛鷰」，對部眾說要追劉胡，實質上是棄軍逃走。袁顗到鵲頭，與戍主薛伯珍及數千人同行至青林，打算走回尋陽，並在夜間露宿時殺馬勞軍，對薛伯珍說：「我舉八州以謀王室，未一戰而散，豈非天邪。非不能死，豈欲草間求活，望一至尋陽，謝罪主上，然後自刎耳。」並大聲向身邊人索取符節，但再無人理他。翌日早上，薛伯珍以有事相問為由請見，將袁顗斬首，送給錢谿馬軍主俞湛之，俞湛之殺伯珍而獻首，以求獨佔功勞。袁顗死時四十七歲，明帝痛恨袁顗，將他的屍首丟到長江中，更將他的首級漆上袁顗二字，收藏於武庫。袁顗侄兒袁彖在江中找了四十一日才找回其屍身，與一舊奴僕將之秘密葬在石頭城後岡，直到宋明帝去世後才得改葬。袁顗著有文集八卷，收錄於《隋書經籍志注》。

## 子女
- 袁戩，長子，以黃門侍郎駐盆城，尋陽失陷後亦被殺死。
- 袁昂，幼子，父兄死時得沙門協助逃走，後獲赦但仍一度被流放，隨後先後仕南齊及南梁二朝，在梁官至司空。

## 延伸阅读
[在维基数据编辑]
 《宋書/卷84》，出自沈约《宋书》